# Krążek (hokej)

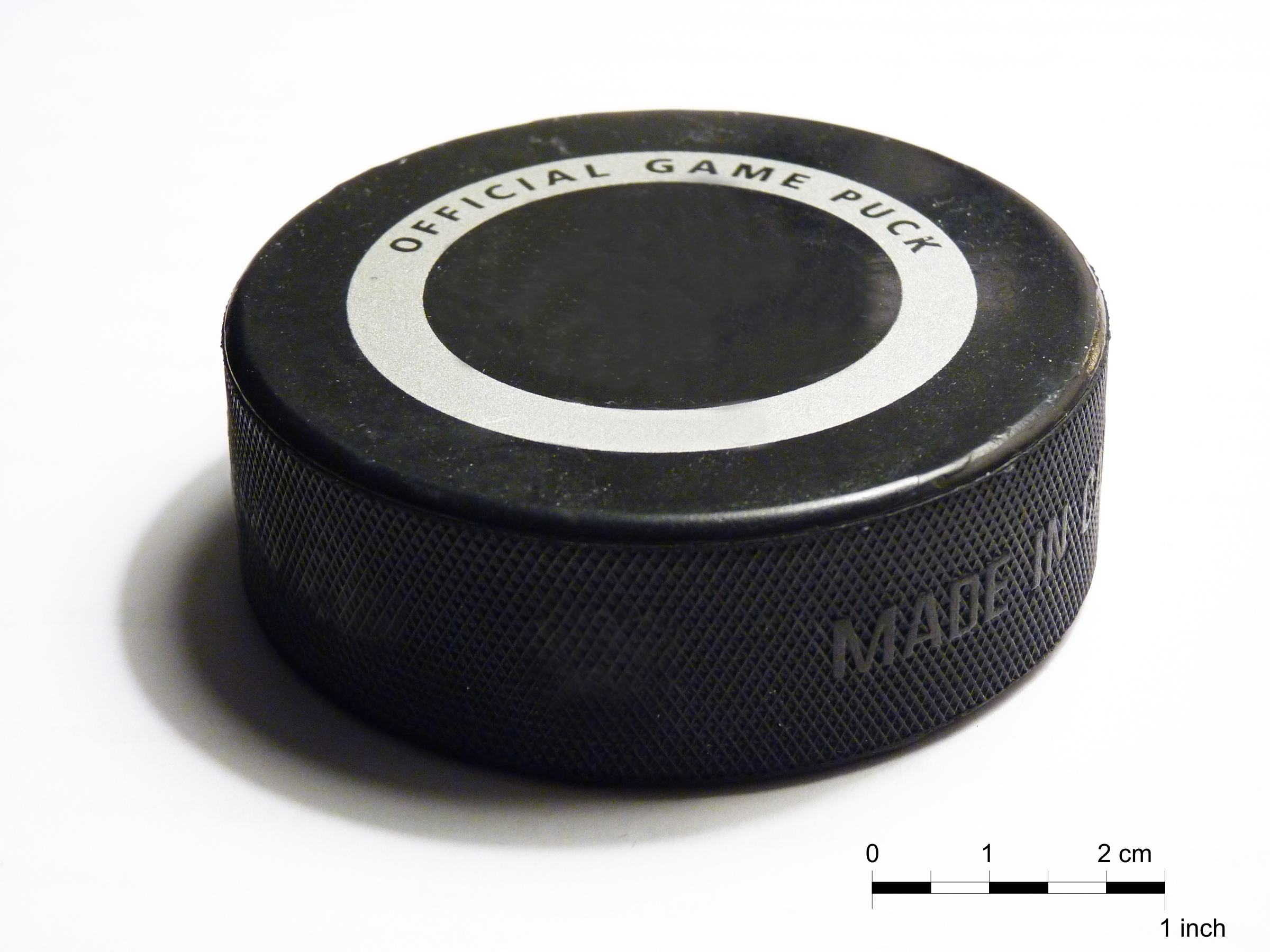
Krążek hokejowy

Krążek – niewielki walec wykonany z czarnej, wulkanizowanej gumy, służący do gry w hokeja na lodzie.
Krążek może mieć nadruki z logo zespołu lub imprezy, na której jest używany. Standardowy krążek powinien mieć średnicę nie większą niż 7,62 cm, grubość nie większą niż 2,54 cm a jego waga waha się pomiędzy 156 a 170 gramów.